# Семенченко, Владимир Владиславович
Владимир Владиславович Семенченко (род. 24 сентября 2005) — российский баскетболист, играющий на позиции атакующего защитника.

## Карьера
В сезоне 2024/2025 Семенченко дебютировал на профессиональном уровне. 15 января 2025 года в матче Единой лиги ВТБ против «Зенита» (79:94) Владимир провёл на площадке 1 минуту 1 секунду, но результативными действиями не отметился.
В Единой молодёжной лиге ВТБ Семенченко был включён в символическую пятёрку «Финала четырёх» турнира.
В июле 2025 года Семенченко подписал контракт с основной командой «Нижнего Новгорода» по схеме «1+1» и перешёл в «Новосибирск» на правах аренды.